# Judith Mason
Judith Mason, tên khai sinh Judith Seelander Menge (sinh ngày 10 tháng 10 năm 1938 tại Pretoria mất ngày 28 tháng 12 năm 2016 tại White River) là một họa sĩ Nam Phi vẽ tranh sơn dầu, bằng bút chì, bản in ấn và phương tiện truyền thông hỗn hợp. Công việc của bà rất giàu tính biểu tượng và thần thoại, thể hiện một kỹ thuật điêu luyện hiếm có.

## Tiểu sử

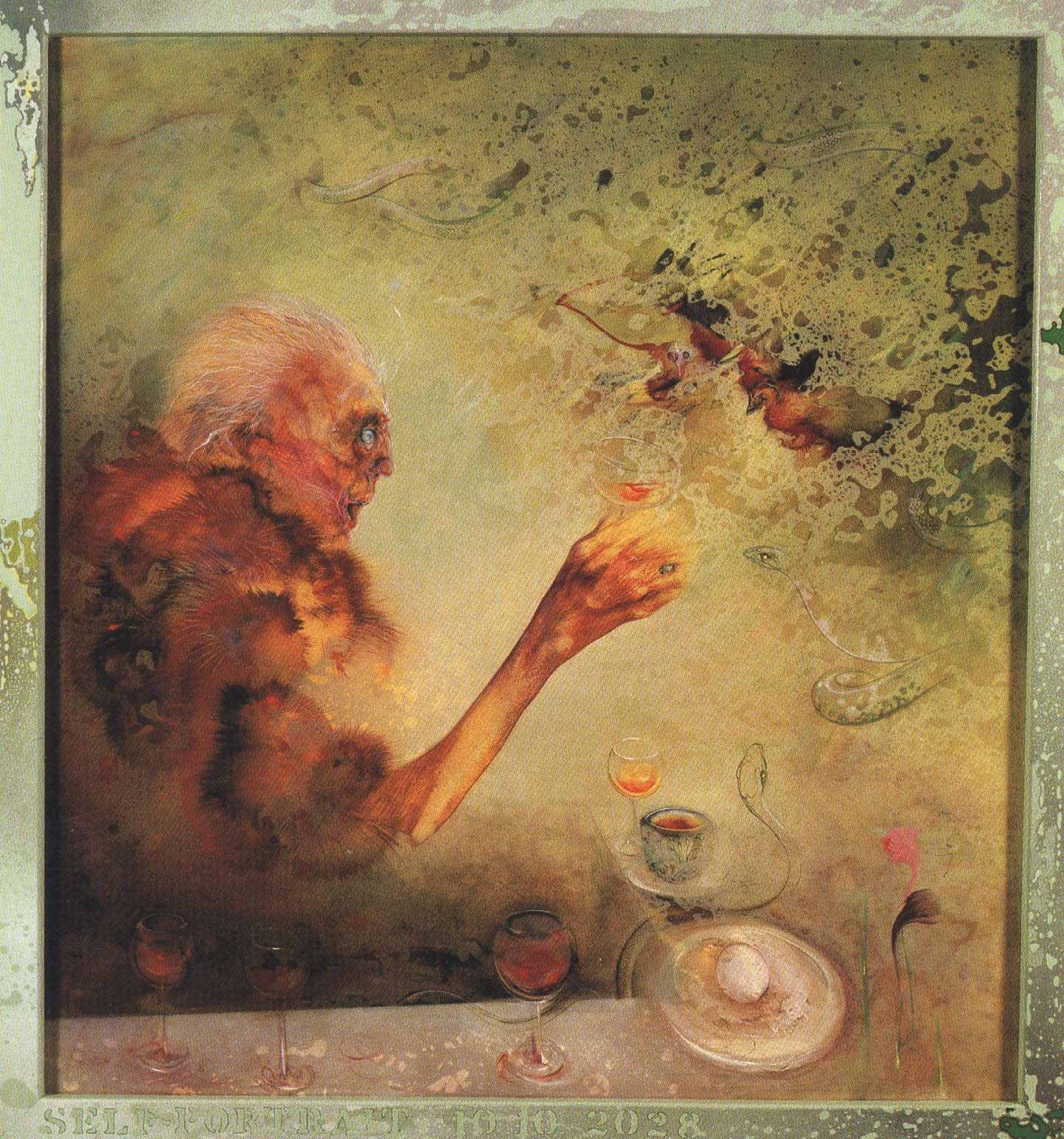
Chân dung tự họa ở tuổi 90

Judith Mason sinh ra ở Pretoria; Nam Phi, vào năm 1938. Bà học tại trường trung học Pretoria cho các bà gái năm 1956. Năm 1960, bà được trao bằng Cử nhân Mỹ thuật tại Đại học Witwatersrand. Bà dạy vẽ tại Đại học Witwatersrand, Đại học Pretoria, Trường Mỹ thuật Michaelis ở Cape Town, Scuola Lorenzo de 'Medici ở Florence, Ý từ 1989–91 và đóng vai trò giám khảo cho sinh viên chưa tốt nghiệp và sau đại học tốt nghiệp tại các trường đại học Pretoria, Potchefstroom, Natal, Stellenbosch và Cape Town. Một số tác phẩm của Mason vẽ các hành động tàn bạo được khám phá bởi Ủy ban Sự thật và Hòa giải. Mason qua đời tại White River ngày 28 tháng 12 năm 2016.

## Triết lý

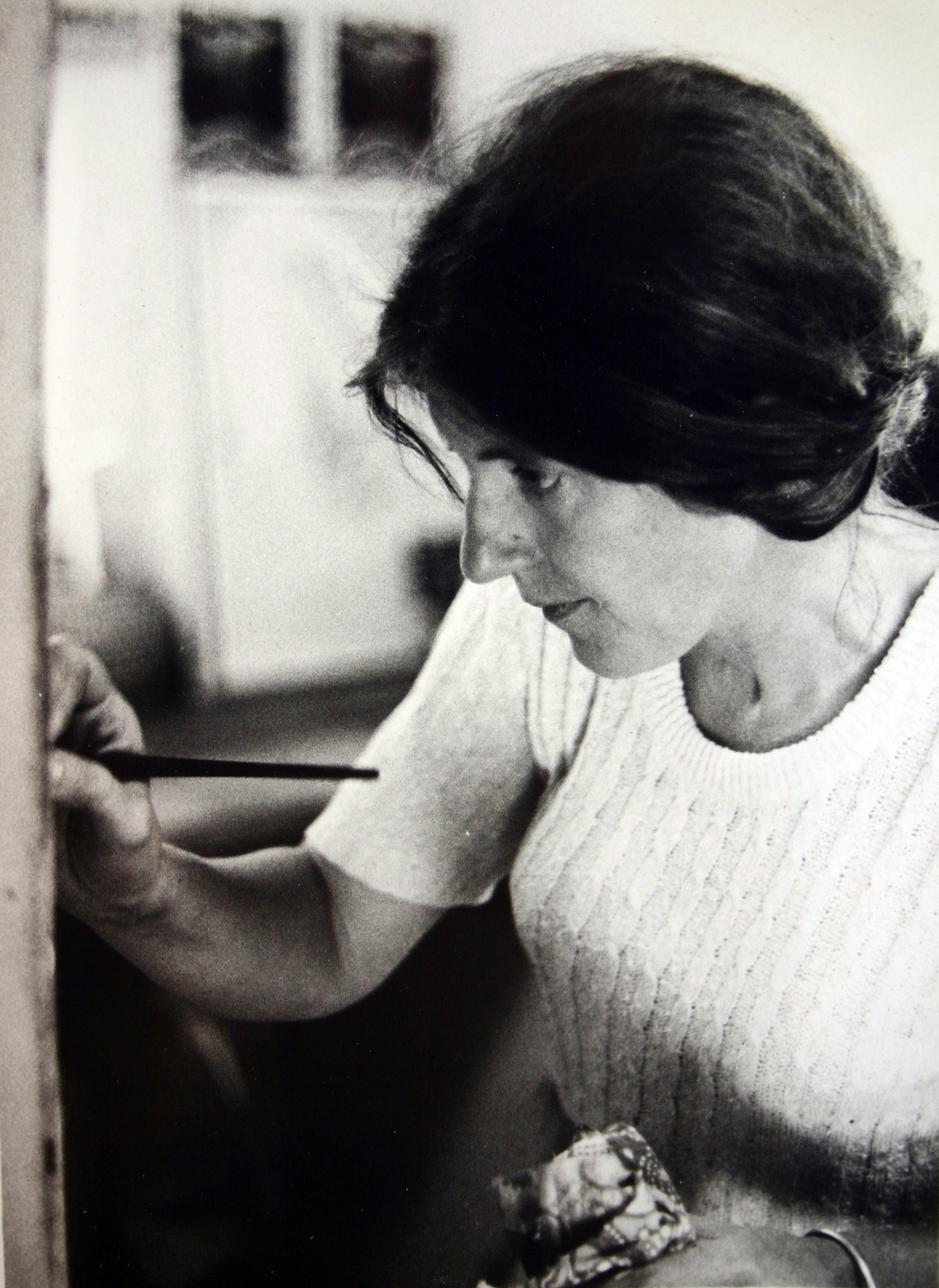

Mason có nhận thức về mặt chính trị và được thúc đẩy bởi lương tâm xã hội mạnh mẽ. Công việc của bà được kết nối với con người, sinh vật, sự kiện và đôi khi là tác phẩm thơ ca, xúc động hoặc làm bà băn khoăn sâu sắc. Các bức tranh của bà chạy các gam màu từ biểu hiện thông qua biểu tượng, hài hước và tượng trưng rõ rệt. Lịch sử, thần thoại và các nghi thức của Kitô giáo và các tôn giáo phía đông đã cung cấp một nguồn cảm hứng màu mỡ cho các tác phẩm của bà. Mason cảm thấy rằng thần học được chuẩn hóa đã phá hủy nhân vật thần thoại nuôi dưỡng tinh thần của tôn giáo nguyên thủy.